# Майоров, Валерий Евгеньевич
Валерий Евгеньевич Майоров (22 августа 1957 — 9 декабря 2011, Рязань) — советский и российский телевизионный журналист, актёр, режиссёр.

## Биография
Валерий Майоров родился 22 августа 1957 года. Учился в высшем театральном училище им. М. С. Щепкина. Играл в Рязанском театре драмы. Во время срочной военной службы в Гвардейской Таманской дивизии был ведущим рубрики «Полигон» в программе «Служу Советскому Союзу».
В 1986 году проходил стажировку на Ленинградском телевидении в программах «Музыкальный ринг» и «600 секунд». Позже во время учёбы в Ленинградском государственном институте театра, музыки и кино работал на ленинградском телевидении в программе «Телекурьер».За постановку спектакля Рязанского театра драмы «Завтра была война» был выдвинут на премию Ленинского комсомола.
В 1990—2002 годы Валерий Майоров являлся автором, ведущим (совместно с Галиной Злотниковой (Балебановой), Ниной Алешиной и Владимиром Бочковым),  и руководителем программы «Субботний телеканал» рязанской телекомпании «Ока» - пожалуй, самого успешного проекта за всю историю Рязанского телевидения.«Субботний телеканал» транслировался также на Липецкую и Тамбовскую области.
После этого сотрудничал с телекомпанией «Эхо». Работал специальным корреспондентом в Государственной Думе РФ и обозревателем телекомпании, выпустил несколько авторских программ («Околесица», «Кинообозрение», «За и против»), которые, однако, в целом успеха не имели. Был обозревателем «Новой газеты».
Скончался после продолжительной болезни 9 декабря 2011 года. Похоронен на Новом кладбище в Рязани.

## Награды
- Музыкальная премия «Полиграмм» за режиссёрскую работу над клипом Бориса Гребенщикова.

## Фильмография
1. 1976 — Огненный мост
2. 1979 — Цыган — Игорь
3. 1992 — 22 июня, ровно в 4 часа… — эпизод
4. 2008 — Белый холст — эпизод
5. 2008 — Воротилы — Щитинин

## Память
- В Рязани, на фасаде здания школы № 11, в которой учился В. Майоров, по инициативе руководства телекомпании «Эхо», была открыта мемориальная доска (2015)[2].